# Referendum o Zakonu o spremembah in dopolnitvah Zakona o varstvu dokumentarnega in arhivskega gradiva ter arhivih (ZVDAGA-A2)
Referendum o Zakonu o spremembah in dopolnitvah Zakona o varstvu dokumentarnega in arhivskega gradiva ter arhivih (ZVDAGA-A2), je potekal v Sloveniji 8. junija 2014.
To je bil prvi referendum po sprejetju nove referendumske zakonodaje, po kateri je referendum uspešen, če proti sprejetju zakona glasuje večina glasujočih in vsaj 20% vseh volilnih upravičencev; ker ta prag ni bil dosežen, se je zakon uveljavil.

## Ozadje
Predlagatelj sprememb zakona je bilo ministrstvo za kulturo, na čelu z ministrom Urošem Grilcem. Sprva so se s spremembami načeloma strinjale vse parlamentarne stranke. SDS je začela nasprotovati spremembam po nesprejetju njenega amandmaja, po katerem bi bili celotni arhivi iz časa Jugoslavije za raziskovalce prosto dostopni. Eno od določil zakona, ki je SDS najbolj zmotilo je, da mora arhivska komisija prekrivati občutljive osebne podatke v dokumentih. Do sprejetja sprememb zakona je bilo arhivsko gradivo nekdanjih družbenopolitičnih organizacij v celoti nedostopno, če je vsebovalo občutljive osebne podatke žrtev.
Državni zbor je zakon sprejel 28. januarja 2014.

### Zbiranje podpisov in razpis referenduma
Konec januarja 2014 je stranka SDS med drugim prek Twitterja pozvala svoje podpornike, naj začnejo zbirati podpise za razpis referenduma. 4. februarja so v državni zbor vložili 10.000 podpisov za začetek postopka za razpis referenduma. Prvopodpisana pod predlogom je bila Eva Irgl (poslanka SDS). 19. marca so iz SDS sporočili, da so zbrali potrebnih 40.000 podpisov, vložili so jih 25. marca.

### Zapleti glede datuma izvedbe rerferenduma

#### Polemika v državnem zboru
Po vložitvi podpisov je 1. aprila takratna koalicija (PS, SD, DL in DeSUS) ob obstrukciji SDS-a za datum izvedbe referenduma izglasovala 4. maj 2014. V SDS in SLS so hoteli, da bi bil referendum izveden hkrati z evropskimi volitvami, čemur so v koaliciji nasprotovali. V SDS-u so poudarjali manjši strošek ob sočasni izvedbi referenduma in volitev, višjo udeležbo ter neprimernost datuma zaradi bližine prvomajskih praznikov. V koaliciji so bili mnenja, da bi sočasna izvedba razvrednotila referendum. V NSi niso predstavili svojega stališča in so billi na glasovanju vzdržani.

#### Poseg ustavnega sodišča
SDS je na ustavno sodišče vložila zahtevo za oceno ustavnosti datuma. Ustavno sodišče (US) je 10. aprila 2014 zadržalo odlok o razpisu referenduma, 17. aprila je sodišče odlok razveljavilo. Sodniki so soglasno ugotovili, da bi izpeljava referenduma takoj po praznikih in počitnicah otežila učinkovito izvajanje pravice glasovanja na referendumu. US je Državnemu zboru naložilo, naj v sedmih dneh po objavi odločbe v uradnem listu sprejme nov odlok z novim datumom izvedbe referenduma.

#### Ponovno določanje datuma
Koalicija je za datum izvedbe referenduma v drugo izbrala 8. junij 2014. Ker so v SDS in SLS še vedno vztrajali, da bi se moral referendum izvesti skupaj z evropskimi volitvami, se je odvila podobna razprava kot pri prvi določitvi datuma. V NSi in DL niso predstavili svojega stališča. Državni zbor je ob obstrukciji SDS-ja za datum izvedbe referenduma potrdil 8. junij 2014. SDS je ponovno vložila oceno ustavnosti odloka, vendar je ustavno sodišče razveljavilo njihovo zahtevo.

## Referendumska kampanja
V kampanjo so se kot organizatorji prijavili UKOM, SDS, PS, SD, Krščanski socialisti, Zeleni Slovenije, društvo Davkoplačevalci se ne damo in Združenje v gibanju OPS - osveščeni prebivalci Slovenije.

### Zagovorniki zakona
Prijavljeni kot organizatorji:
- Politične stranke: SD
- Pravne osebe: UKOM

### Nasprotniki zakona
Prijavljeni kot organizatorji:
- Politične stranke: SDS, Zeleni Slovenije, Krščanski socialisti
- Pravne osebe: Davkoplačevalci se ne damo, Združenje v gibanju OPS - osveščeni prebivalci Slovenije[17]

## Rezultati
| Odgovor          | Odgovor          | Št. glasov | %      |
| ---------------- | ---------------- | ---------- | ------ |
| 1                | ZA               | 64.571     | 32,36% |
| 2                | PROTI            | 133.347    | 67,37% |
| Veljavni glasovi | Veljavni glasovi | 197.918    |        |
| Neveljavni       | Neveljavni       | 3.129      |        |
| Skupaj           | Skupaj           | 201.047    |        |

#### Volilna udeležba
V tabeli je predstavljena volilna udeležba po določenem času in končna udeležba.
| Ura    | Št. volivcev | %       |
| ------ | ------------ | ------- |
| 11.00  | 78.278       | 4,57    |
| 17.00  | 139.939      | 8,17 %  |
| Skupaj | 201.087      | 11,74 % |